# Данн Баттістоун
Данн Баттістоун (англ. Dann Battistone; нар. 10 квітня 1976) — колишній американський тенісист.
Здобув 2 парні титули.
Завершив кар'єру 2018 року.

## Титули Туру
| Легенда               |
| --------------------- |
| Великий шлем (0)      |
| Серія Мастерс ATP (0) |
| Тур ATP (0)           |
| Челленджери (2)       |

### Парний розряд
| Результат | Дата          | Категорія  | Турнір          | Покриття | Партнер          | Суперники             | Рахунок          |
| --------- | ------------- | ---------- | --------------- | -------- | ---------------- | --------------------- | ---------------- |
| Перемога  | жовтень 2008  | Челленджер | Сакраменто, США | Тверде   | Браян Баттістоун | Джон Ізнер Ражів Рам  | 1–6, 6–3, [10–4] |
| Перемога  | листопад 2009 | Челленджер | Шампейн, США    | Тверде   | Браян Баттістоун | Трет Г'юї Харш Манкад | 7–5, 7–6(7–5)    |